# Rijksadministratief Centrum (Brussel)

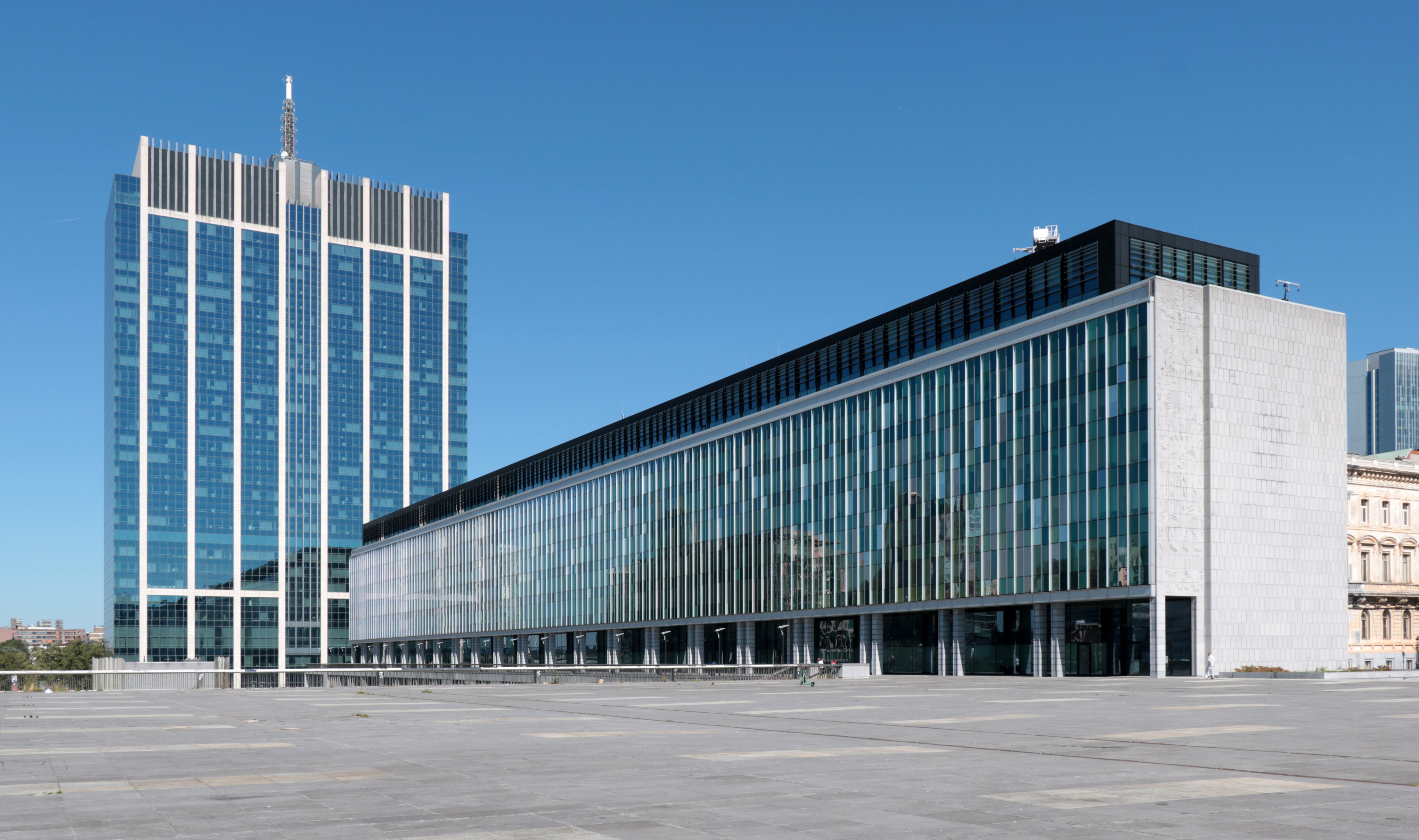
De Financietoren en het Rijksadministratief Centrum

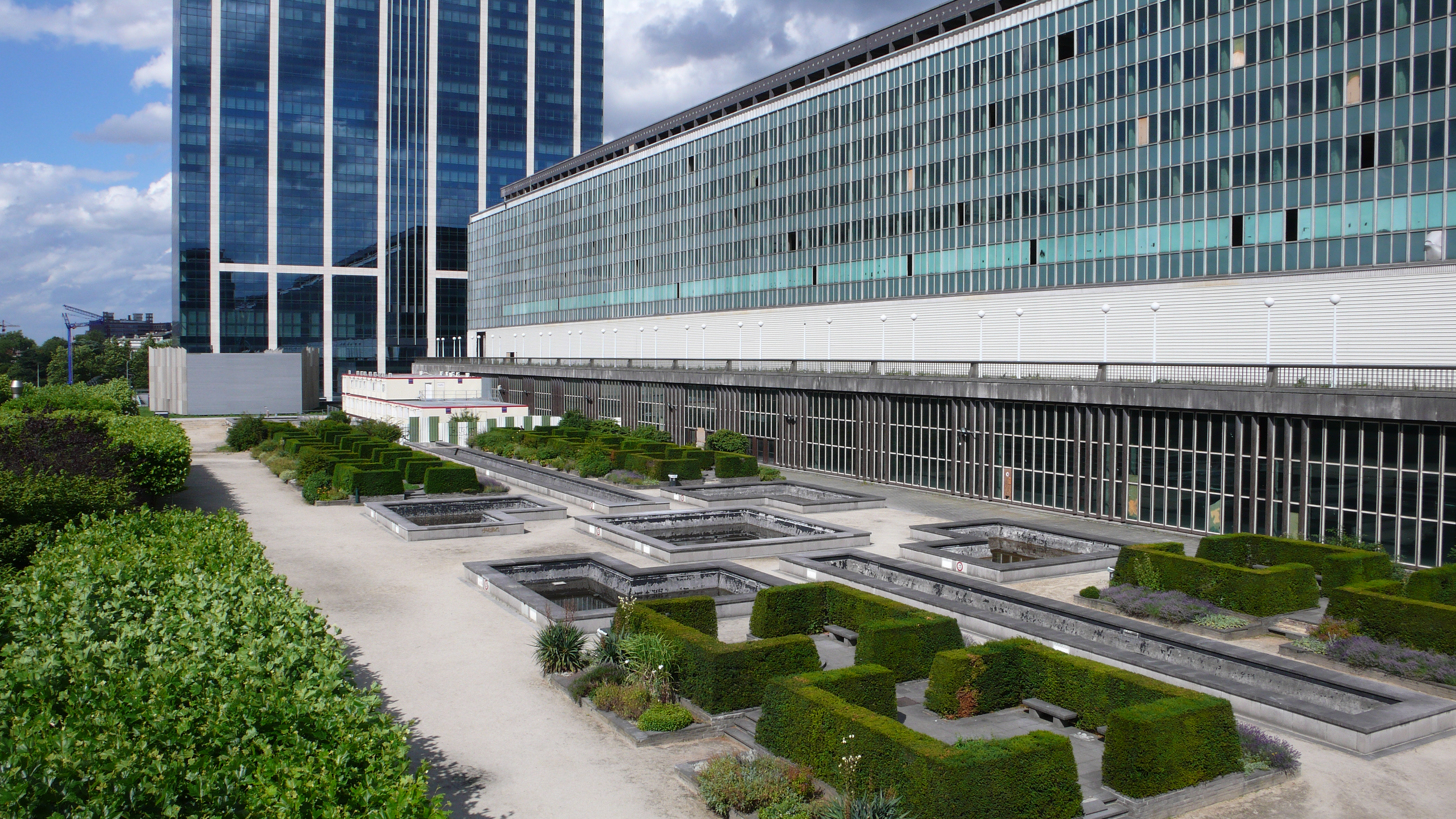
Rijksadministratief Centrum, zicht op de tuin

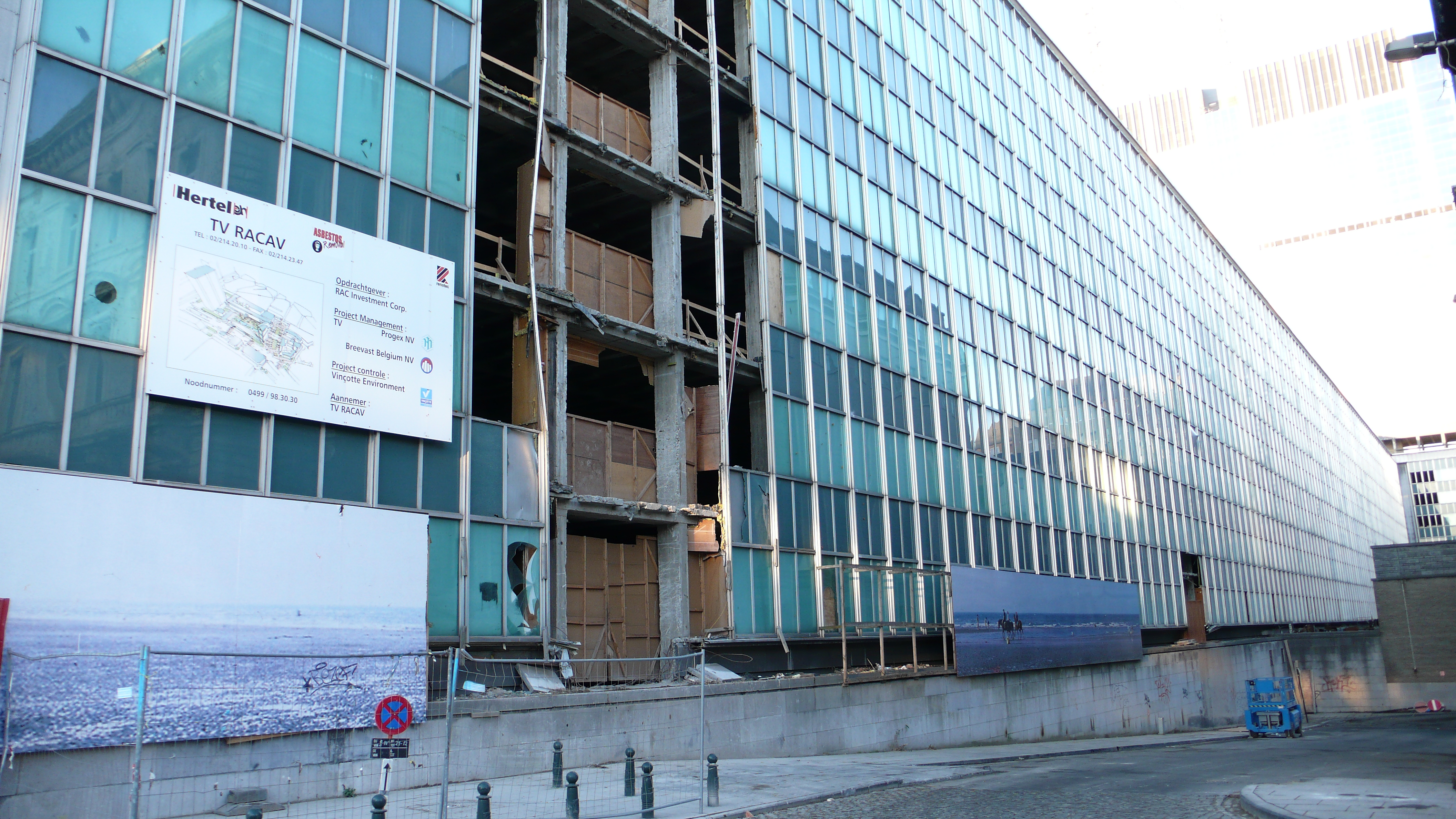
Verbouwing van het Rijksadministratief Centrum, zicht van de Koningsstraat

Het Rijksadministratief Centrum of RAC (Frans: Cité administrative de l'État) is een gebouwencomplex in Brussel, gelegen tussen de Pachecolaan en de Koningsstraat. Aan de noordkant van het centrum staat de Financietoren, aan de zuidkant de Congreskolom. Het complex is rechtstreeks verbonden met het station Brussel-Congres en heeft een eigen postcode (1010).

## Geschiedenis
Bij de aanleg van de Noord-Zuidverbinding werden alle huizen in een strook van 200 m breed afgebroken. Het RAC werd op die plaats opgetrokken om de Belgische administratie te centraliseren. De beslissing werd genomen door de regering-Van Acker IV op 8 juli 1955. Het ontwerp werd gegund aan een associatie van architecten waar Marcel Lambrichs, Hugo Van Kuyck, Jean Gilson, Georges Ricquier en de Groupe Alpha deel van uitmaken. De eerste steen wordt geplaatst door koning Boudewijn op 21 april 1958. De bouw duurde maar liefst 27 jaar, van 1958 tot 1985. Naast bouwproblemen waren er ook moeilijke budgettaire tijden en de perikelen rond de onafhankelijkheid van Belgisch-Congo. Volgens de plannen moesten er 14.000 ambtenaren onderdak vinden. Het RAC telde drie volumes, Arcaden, Esplanade en Vesalius, met een totale oppervlakte van 141.621 m². Aan de zijde van de Koningsstraat was er een lange esplanade voor de gebouwen, aan de zijde van de Pachecolaan waren er grote parkeervolumes, met daarop een tuin ontworpen door René Pechère. Deze bouw liep van 1958 tot 1968. De bouw van de Financietoren zou aanslepen tot 1983.
De groepering van de ambtenaren op één locatie leverde een kostenbesparing op in vergelijking met de vroegere verspreide kantoorruimtes die de overheid in gebruik had. De kantoren waren ook van bij aanvang voorzien van enkele moderne eigenschappen, zoals reflecterend glas. Het RAC werd evenwel door de omvorming tot een federale overheid met bevoegdheidsoverdrachten van heel wat diensten naar gemeenschappen en gewesten te groot voor de resterende ambtenarenaantallen van de federale administratie.
In 2003 besliste de federale overheid de RAC-site definitief te verlaten omdat er asbest was aangetroffen in de gebouwen en een grondige renovatie of afbraak zich opdrong. De gronden werden verkocht aan projectontwikkelaars Immobel Invest en Breevast. Tot 2007 werkten er in het gebouw nog meer dan 1000 ambtenaren. In 2008 werd de beroemde Pechèretuin door een communicatiefout per ongeluk afgebroken bij herstellingswerken aan de waterdichting van de onderliggende parkeergarage. De site werd lang beschouwd als een stadskanker, omdat ze ontoegankelijk is voor de buurt en de bovenstad in twee snijdt, zonder een enkele doorgang.

## Afbraak en nieuwbouw
In december 2010 kregen de RAC-eigenaars Breevast en Immobel de goedkeuring van de federale regering om het kantorencomplex voor 18 jaar te verhuren aan de Belgische Regie der Gebouwen in het kader van de (duurzame) herontwikkeling van de RAC-BELAIR- site. De Regie stelde de 65.000 m² ingehuurde kantoorruimte ter beschikking van de Federale Politie die er zijn centrale diensten, labo's, schietstanden en crisiscentrum in huisvestte. Voor het overige deel van de site, bestemd voor residentieel gebruik aangevuld met winkels en publieke voorzieningen (brandweerkazerne), werd vanaf 2011 begonnen met de bouw van twee woontorens (72 appartementen) en kantoren. De torens zouden worden getekend door Studio Arne Quinze in samenwerking met de architectenbureaus Jaspers-Eyers en Archi 2000.
Omwille van verschillen in visie tussen de Brusselse regering (Brussels Gewest) en de stad Brussel is het Bijzonder Bestemmingsplan (BBP), wat een totaalvisie moet geven voor de hele zone van de Kruidtuin tot het RAC, nog niet definitief vastgelegd. Het gewest vroeg onder andere een aftopping van de geplande torens, zo stond in het advies van het Bestuur Ruimtelijke Ordening en Huisvesting (BROH) van het Brussels Gewest over het Bijzonder Bestemmingsplan dat de stad Brussel had opgesteld.
Het deelproject voor de federale politie was ondertussen al wel van start gegaan. Ook de Pechèretuin werd in 2014 heraangelegd. In september 2014 kwam aan het licht dat de nieuwe politiegebouwen bijzonder slecht beveiligd zijn. Het badgesysteem bleek zeer gemakkelijk te kraken.